# Louis Drouet
Louis Drouet, född 14 april 1792 i Amsterdam, död 30 september 1873 i Bern, var en holländsk-fransk flöjtist.
Drouet utbildade sig vid Pariskonservatoriet och var sin tids främste flöjtvirtuos. Han besökte Stockholm 1821. Drouet komponerade även ett flertal verk för flöjt.

## Fotnoter
1. ↑  Gemeinsame Normdatei, läst: 2 maj 2014.[källa från Wikidata]
2. ↑  Bibliothèque nationale de France, BnF Catalogue général : öppen dataplattform, id-nummer i Frankrikes nationalbiblioteks katalog: 14818473j, läst: 10 oktober 2015.[källa från Wikidata]
3. 1 2 3 4  arkiv Storico Ricordi, Archivio Storico Ricordi person-ID: 10904, läst: 3 december 2020.[källa från Wikidata]
4. ↑  International Music Score Library Project, IMSLP-ID: Category:Drouet,_Louis_François_Philippe, läst: 9 oktober 2017.[källa från Wikidata]